# Amy Robsart
Pour les articles homonymes, voir Robsart.
Amy Robsart, née le 7 juin 1532 et morte le 8 septembre 1560, est une dame noble anglaise de l'ère élisabéthaine, épouse de Robert Dudley, favori de la reine Élisabeth Ire.
Sa mort soudaine et inattendue donne lieu à une enquête qui tourne au scandale, son mari étant soupçonné de l'avoir tuée en vue d'épouser la reine.
Survenant à un moment où Élisabeth est poussée par ses conseillers à choisir un époux et semble s'intéresser à son favori, cet événement a des conséquences importantes sur le devenir de la dynastie des Tudor.
Bien que l'enquête ait conclu à une mort accidentelle, d'autres hypothèses ont été soutenues par les historiens. De nombreuses œuvres se sont inspirées de la vie d'Amy Robsart et des circonstances de sa mort.

## Biographie

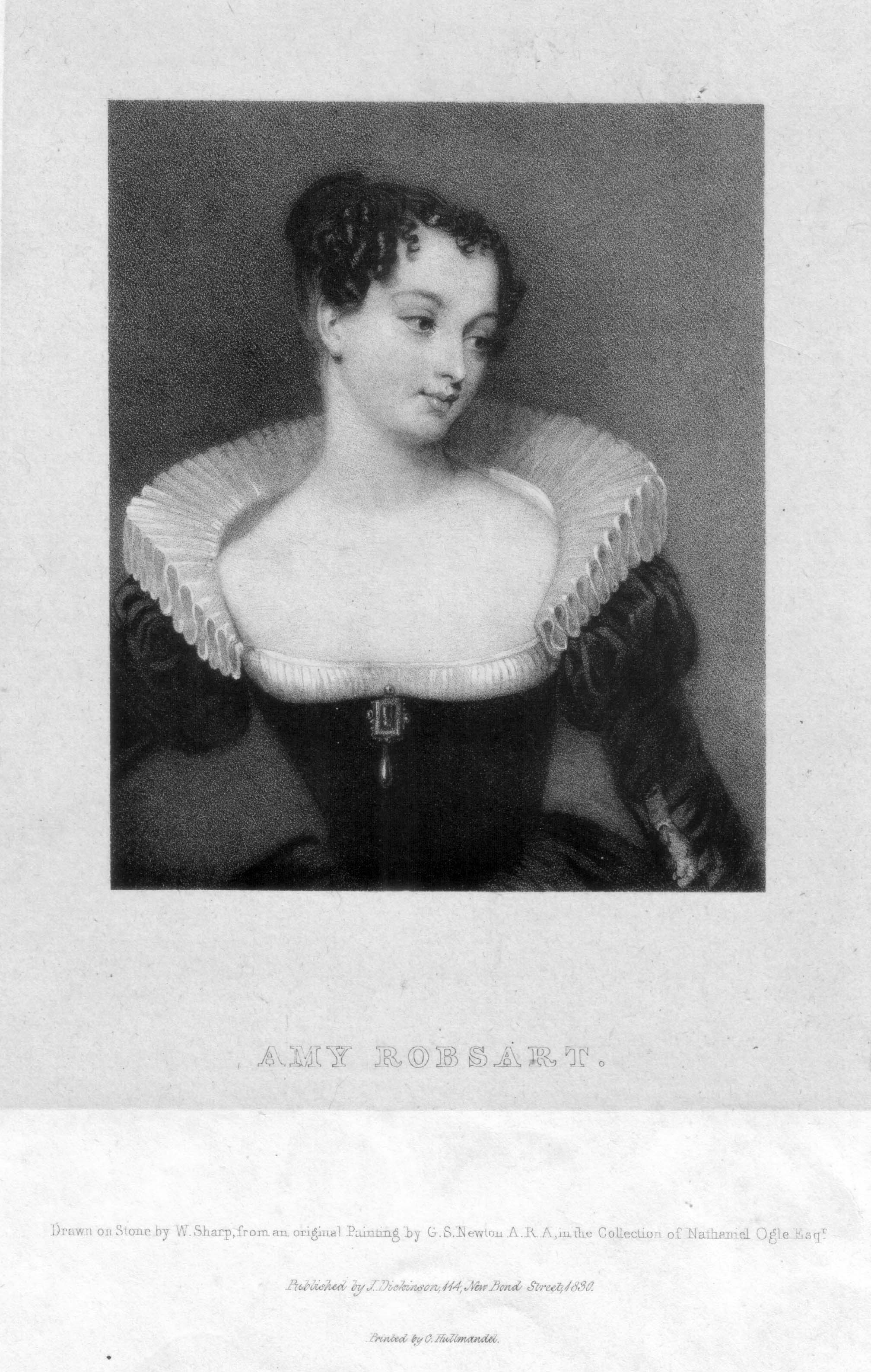
William Sharp, lithographie d'après un tableau de G.S. Newton. Portrait d'Amy Robsard, date inconnue,, collection particulière.

### Origines familiales et formation
Amy Robsart naît le 7 juin 1532 dans le Norfolk. 
Elle passe son enfance au sein d'une famille protestante, dont le père John Robsart est un riche propriétaire terrien, Lord of the Manor de Syderstone, et la mère, Élisabeth Scott, est veuve de Roger Appleyard, Lord of the Manor de Stanfield, dans le même comté. 
Seule enfant du couple, elle a cependant quatre demi-frères et sœurs, issus du premier mariage de Lady Robsart. 

### Mariage et vie avec Robert Dudley

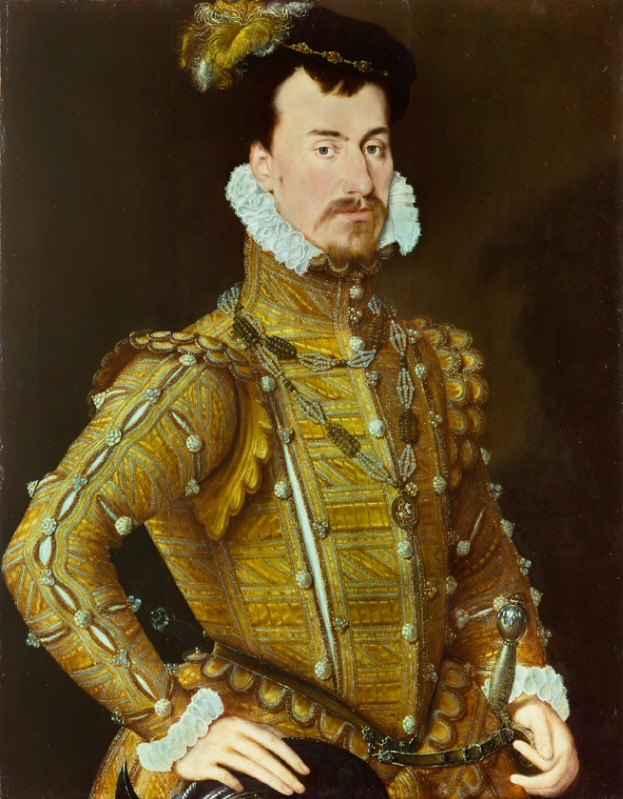
Robert Dudley entre 1560 et 1565.

Le 4 juin 1550, elle épouse, avant ses 18 ans, un noble d'ancienne maison qui a à peu près son âge, Robert Dudley, qu'elle a rencontré l'année précédente. Dudley est le fils du duc de Northumberland, John Dudley, le véritable détenteur du pouvoir à partir de 1549 ; la cérémonie se tient au palais de Richmond, devant le roi Édouard VI.
Il semble qu'elle ait été une belle femme et que leur union était un mariage d'amour. L'union entre Robert et Amy était comme souvent à l'époque un mariage ayant permis au premier d'agrandir son patrimoine foncier, ses revenus et donc son prestige à la cour. Le domaine de Syderstone, qu'ils ont hérité des parents d'Amy, n'est toutefois pas habitable, et le couple n'a pas de lieu de vie fixe.
Robert Dudley est alors membre du Parlement ; deux ans plus tard, à la mort d'Édouard VI, il est emprisonné par la reine Marie en même temps que son père ; sa femme est autorisée à lui rendre visite. Détenu à la Tour de Londres en même temps qu'Élisabeth,, il a plus de chance que John Dudley, décapité pour trahison (ayant tenté de mettre sa belle-fille Lady Jane Grey sur le trône aux dépens de Marie) ; Robert est lui libéré en novembre 1554, et pardonné en janvier 1555. Mais il perd toutes les terres léguées par sa famille ; seules lui restent celles qui constituaient la dot d'Amy, qui vont désormais subvenir à leurs besoins. Le couple fait appel aux membres de leurs familles, et s'endette considérablement. En 1557, Robert et ses frères Ambrose et Henry partent en Picardie participer à la bataille de Saint-Quentin. Malgré la mort d'Henry, le service rendu aux armées permet aux survivants d'être restaurés dans leurs droits quant à l'héritage de leur père, à la date du 7 mars 1558 ; il semble également que Robert Dudley soit entré en faveur auprès du roi d’Espagne Philippe II, le prince-consort de Marie.
Robert Dudley et Élisabeth étaient amis d'enfance, ayant partagé le même précepteur, Roger Ascham. Celle-ci lui aurait même confié, après l'exécution par son père de Catherine Howard en 1541, sa décision de ne jamais vouloir se marier. En 1556, Robert Dudley avait pris l'habitude de passer du temps avec Élisabeth à Hatfield, deux ans avant son accession au trône. Une fois reine en 1558, Élisabeth le fait rentrer à la cour en le nommant maître des Écuries royales (en), chargé des transports de la Cour. Seul Anglais officiellement autorisé donc à toucher la reine — de par ses fonctions —, il est aussi responsable des divertissements de la Cour : chasses, tournois et fêtes. De plus, la reine demande que la chambre de Dudley soit mitoyenne à la sienne,. Du même âge qu'elle, il est donc considéré comme son favori, et la rumeur les donne amants, alors même qu'Élisabeth est pressée par ses conseillers de se marier.
À partir de 1558 et de l'avènement d'Élisabeth, Robert s'installe de manière permanente à la cour, tandis qu'Amy loge chez des vassaux, à partir desquels elle gère l'ensemble de ses domaines. En septembre 1559, habitant alors chez Sir Richard Verney, elle déménage pour venir demeurer chez Sir Antony Forster, contrôleur en chef des frais de son époux, qui a loué le manoir de Cumnor Place, dans un village situé à 32 kilomètres de Windsor et à 60 kilomètres de la capitale. Il est admis qu'Amy Robsart était au courant des rumeurs concernant son mari et Élisabeth, autant sur leur liaison que sur leurs projets matrimoniaux.
La seule défaillance physique de Amy Robsart, d’après la majorité des historiens, semble être un problème à la poitrine, sans doute un cancer ; selon Mme Pirto, sa femme de chambre, il semble lui causer une forte dépression. 
La dernière rencontre entre elle et son époux a lieu en mai ou juin 1559 à Londres,.
Elle meurt sans laisser d'enfant.  

## Contexte historique

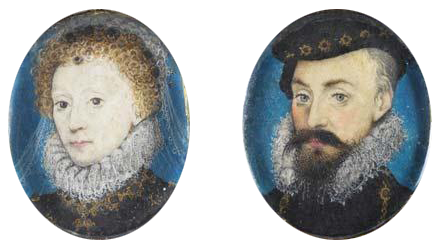
Miniatures représentant Élisabeth Tudor et Robert Dudley (vers 1575).

Le Troisième Acte de Succession au trône, qui replaçait respectivement Marie et Élisabeth dans l'ordre de succession au trône, spécifiait également que les filles d’Henri VIII devaient avoir l'approbation du Conseil privé concernant le futur époux et donc le futur roi consort. Élisabeth monte sur le trône à vingt-cinq ans, et son mariage, permettant de pérenniser la dynastie, est désormais au centre des affaires du royaume.
Le secrétaire d'État William Cecil passe une partie de son temps à organiser des rencontres avec des ambassadeurs suédois, italiens, français, habsbourgeois et espagnols en vue de lui trouver un mari acceptable par le Conseil privé. Philippe II d'Espagne, bien qu'ayant reçu une réponse négative à Hatfield Palace, renouvelle régulièrement sa demande, et est tenu au courant de tout ce qui se passe à la Cour par ses ambassadeurs. Le mariage de la reine d'Angleterre étant une affaire d'état à portée internationale, la noblesse n’apprécie pas la relation entre la reine et Dudley. Dans l'entourage même d'Élisabeth, sa gouvernante Kat Ashley la met en garde contre cette fréquentation, tandis que l'ambassadeur d'Espagne parle du ressentiment de la Cour envers Robert Dudley concernant le célibat prolongé de la reine.
Le passif des précédents chefs de la famille Dudley incite notamment le Conseil privé à se montrer très méfiant envers cette proximité. Le grand-père de Robert a été exécuté en 1510 par Henri VIII pour malversations ; le père de Robert, John, a participé au complot ayant mené sa belle-fille Lady Jane Grey sur le trône aux dépens de Marie Ire, ce qui l'a mené lui-même sur l'échafaud en 1553 ; le frère aîné de Robert, Guilford, fiancé de Jane Grey, a également été décapité en 1554. Robert lui-même a passé quelques mois en prison à la Tour de Londres, pour des motifs analogues, avant d'être gracié par la reine Marie. La prétention de Robert Dudley envers les autres membres de la Cour, tel le duc de Norfolk et d'autres nobles importants, risque donc d'entrainer une conspiration contre la vie du favori, voir contre celle de la reine. Cecil essaye donc de persuader Élisabeth que le meilleur des mariages serait une union avec un pays étranger. Il était en effet également vital que la naissance d'un héritier, gage de la pérennité de la dynastie des Tudor, qui venait de voir deux autres enfants d'Henri VIII se succéder sur le trône sans prospérité, apporte une certaine stabilité politique à l'Angleterre.
Élisabeth appelle Robert Dudley « les yeux ». Bien que la reine ait quelques amies, elle préfère la compagnie des hommes, et celle de Dudley en particulier. Les épouses des courtisans ne vivent pas à la Cour, aussi Amy Robsart, tout comme les autres, n'y parait pas ; la Cour, du reste, est au courant de la précarité de son état de santé,. En avril 1559, Dudley et Élisabeth se rapprochent encore plus, et l'ambassadeur d'Espagne, le duc de Feria (en), écrit que la reine n'attend que la mort de Robsart pour épouser Lord Robert. La même année, son successeur, Álvaro de la Quadra (en), estime que les négociations entreprises pour un mariage entre Élisabeth et Charles d'Autriche ne sont qu'un stratagème pour sauver la vie de son favori. Ce dernier prend désormais des précautions pour déjouer les tentatives de meurtre sur sa personne, d'autant que des complots réels sont ébauchés ; de son côté, Cecil craint pour la vie de la souveraine. En mars 1560, l'ambassadeur espagnol semble penser qu'un divorce entre les deux époux pourrait se faire. Durant l'été précédent la mort de Robsart, Dudley (récent chevalier de l'ordre de la Jarretière) et Élisabeth passent chaque jour ensemble, la rumeur s'enflant jusqu'à laisser entendre qu'Élisabeth est enceinte.

## Les suites de la mort d'Amy Robsart

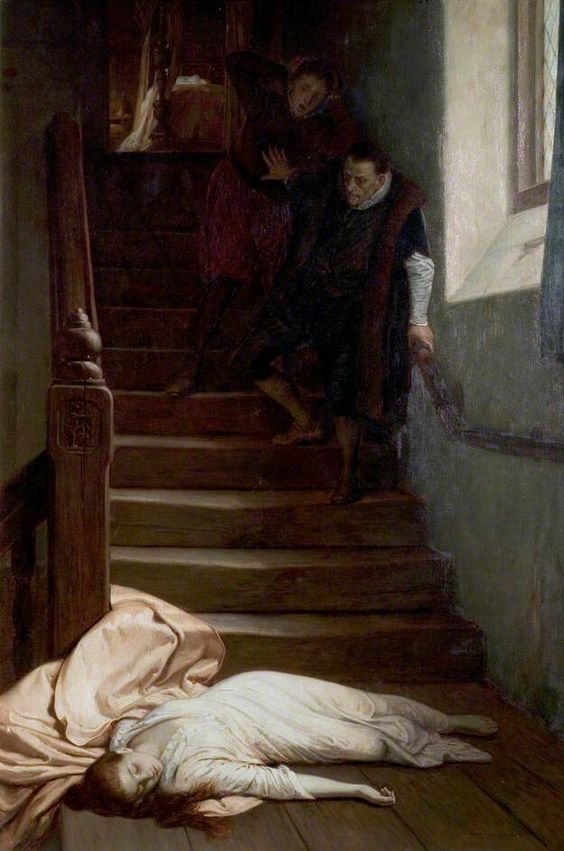
Amy Robsart par William Frederick Yeames (1877).

### Premières constatations et réactions
Amy Robsart est retrouvée morte le soir du 8 septembre 1560 à Cumnor Place,. Dudley est immédiatement averti par un des serviteurs.
Sir Thomas Blount, ami et cousin de Dudley, reçoit une lettre de sa main, lui apprenant la mort de sa femme et évoque les conditions de son décès. Ces dernières pourraient entacher la réputation de Robert, et remettre en cause ses désirs de mariage. Robsart a en effet été retrouvée au pied d'un escalier en pierre, la nuque brisée. 

### Première enquête (non officielle)
Apparemment déjà sur le chemin de Cumnor, Blount effectue, sur demande de son cousin, sa propre enquête sur les conditions de la mort de Robsart, parallèlement à la commission d'enquête déjà diligentée. Dudley lui demande de s'assurer que le jury est composé d'hommes réputés impartiaux, espérant lever le doute créé par cette mort en garantissant une instruction intègre, mais lorsque Blount arrive, le choix du jury est quasiment terminé ; toutefois il avertit son cousin que ce choix lui parait en rapport avec son souhait (mais pas du goût des contempteurs de Robert). Dudley lui recommande les demi-frères d'Amy, John Appleyard et Arthur Robsart, ainsi que les autres membres de sa famille.
Les interrogatoires du domestique, dont celui de Mme Pirto, lui apprennent qu'Amy Robsart s'est levée fâchée aux aurores. La dame de compagnie révèle à Blount que le jour précédant son décès, sa maîtresse a ordonné à la domesticité du château ainsi qu'à elle-même, d'aller assister à la foire d'Abingdon, une bourgade voisine qui devait avoir lieu le lendemain. Elle se fâcha lorsqu'elle apprit que Mrs Odingsells, la belle-sœur de Forster, ne comptait pas s'y rendre, tout comme Mrs Owen, la mère du propriétaire William Owen, et Mrs Forster, l'épouse de l'occupant de lieux.
Amy était donc seule dans l'aile du manoir qu'elle occupait au moment des faits. C'est au retour du domestique que le corps de la châtelaine fut découvert au pied de l'escalier. Les interrogatoires mentionnent également qu'elle était très pieuse et que, depuis une dizaine de jours, elle passait de nombreuses heures à prier Dieu de la délivrer du désespoir. D'après ses servantes, elle craignait d’être empoisonnée ; l'ambassadeur d'Espagne Álvaro de la Quadra (en) rapporte que, sa santé s'étant améliorée, elle avait reçu comme conseil de ne manger que ce dont elle était absolument sûre.

### L'enquête officielle
L’enquête officielle, menée par un jury local d'une quinzaine de membres, conclut le 1er août 1561 à une mort accidentelle,. Le rapport du médecin légiste, retrouvé seulement en 2010 aux Archives nationales par l'historien Steven Gunn, mentionne évidemment la nuque brisée, mais également deux enfoncements sur son crâne d'une profondeur respective de 5 mm et de 5 cm,. Aucune autre blessure n'est apparemment constatée ; sa conclusion est tout de même l'accident.
Blount interroge de son côté les habitants d'Abingdon : la majorité semble convaincue de l'accident, d'autres par le suicide ; seule une très faible minorité semble pencher pour l'assassinat.
Il n'en demeure pas moins que malgré les conclusions de l'enquête qui innocente Dudley, la cour comme la rue ne parlent que d'assassinat. Tant le pamphlet Leicester's Commonwealth (en), rédigé en 1584 par les ennemis de la reine et de Dudley, que la disparition du rapport du médecin légiste jusqu'au XXIe siècle ont alimenté le débat sur la cause de la mort. Toutefois, pour les historiens, la découverte du contenu du rapport médical en 2010 ne semble pas permettre une lecture définitive des événements qui ont conduit à son décès. Trois champs d'investigations spéculatifs sont donc en débat depuis plus de quatre siècles : l'accident, le suicide ou l'assassinat.

## Analyses historiques

### L’hypothèse de l'accident
Pour certains spécialistes, la simple chute dans un escalier de huit marches ne peut être à l'origine d'un accident mortel.
Mais le professeur de chirurgie Ian Aird (en) soutient l’hypothèse de l'accident, tout en excluant celle du suicide, arguant du fait que le cancer de Robsart s'était métastasé, et donc était à même de fragiliser les os et de faciliter la cassure de son cou. Les études médicales à ce sujet révèlent que l’extension de la maladie aux os apparaît dans 50 % des cas fatals, et que 6 % de ces cas voient l'affection toucher les os de la moelle épinière. Il apporte donc du crédit à une théorie décriée par les contemporains de Robsart, via notamment le pamphlet Leicester's Commonwealth (en) rédigé à charge contre Robert Dudley, qui expose qu'elle est tombée par accident, tout en gardant son bonnet sur la tête,. Aird ajoute que la mauvaise humeur de Robsart ce matin-là peut également être attribuable à sa maladie. Edward Impey (en) et, dans une moindre mesure, Penry Williams adhèrent à cette interprétation.
Toutefois, la faiblesse supposée de Robsart invoquée par Aird ne semble pas l'empêcher de voyager dans plusieurs comtés (Lincolnshire, Suffolk, Londres et Warwickshire) durant les deux années précédant sa mort.

### L’hypothèse du suicide

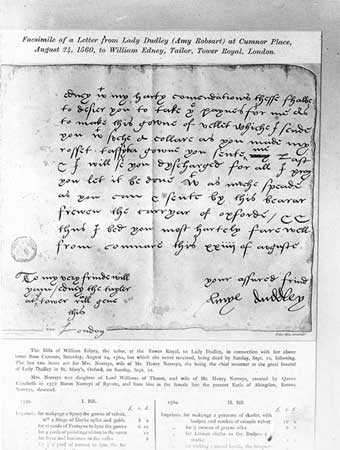
Lettre de Robsart à son tailleur Edney (24 août 1560).

L'hypothèse du suicide de Robsart (acte étant motivé par sa maladie) est étayé par son comportement la veille de l'événement. Elle a tout fait pour être seule cette journée là, ce qui pour une châtelaine est tout à fait surprenant, en rupture avec les usages et pratiques de son rang. Les nobles, à cette époque vivaient habituellement entourés de leurs domestiques, et ce nuit et jour. Mme Pirto, notamment, admet que cette possibilité est envisageable.
Toutefois, Robsart a adressé, le 24 août 1560 — soit 15 jours avant sa mort —, une lettre à son tailleur londonien, William Edney, pour lui demander d'effectuer des retouches sur le col d'une de ses robes de velours, ce qui ne cadrerait pas avec le suicide, pas plus que le dîner qu'elle prit ce soir-là en compagnie de Mrs Owen, dont elle regrettait apparemment le choix de ne pas aller à la foire. Qui plus est, le suicide à cette époque était vu comme un péché « mortel » et considéré comme l’œuvre du diable. Les suicidés n'avaient pas droit à des funérailles chrétiennes ; leurs corps dévêtus étaient enterrés dans un carrefour, un pieu dans la poitrine.
Anka Muhlstein et Susan Doran (en) défendent l’hypothèse du suicide, tout comme un médecin légiste cité par Sarah Gristwood (en), qui évoque un « parasuicide », Robsart s'étant selon lui inconsciemment tuée. Pour d'autres experts qui invalident cette théorie, une telle chute aurait provoqué des blessures plutôt qu'une mort et excluent par voie de conséquence également la théorie de l'accident. Ils ajoutent enfin qu'il existait à l’époque d'autres moyens plus sûrs pour se suicider, tout comme l'estime le jury qui, à l’époque, écarte le suicide, doutant que la défunte aurait choisi cette méthode.

### L’hypothèse de l'assassinat

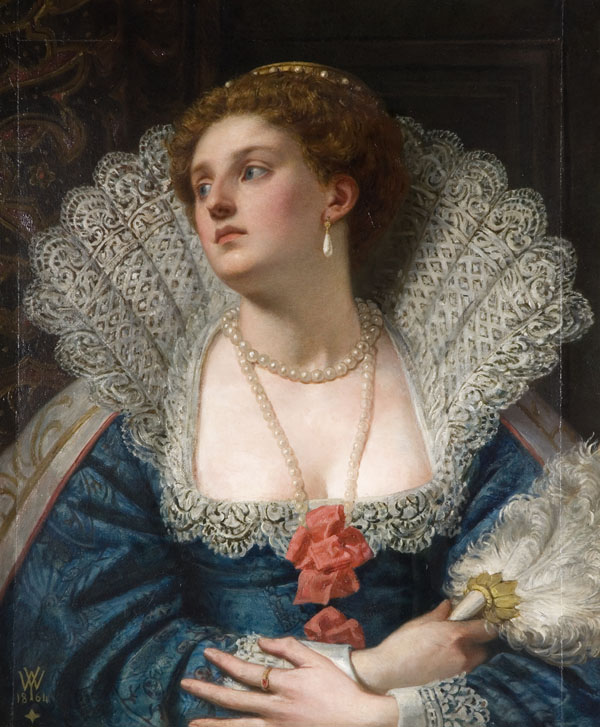
Amy Robsart par William Frederick Yeames (1870).

Dans l'hypothèse d'un assassinat, des théories ont été formulées, prenant Robert Dudley comme suspect principal, compte tenu de la situation historique à ce moment-là ; toutefois les historiens se sont également penchés sur des suspects moins évidents. Selon la biographe d'Élisabeth Elizabeth Jenkins, si la conclusion de l'enquête est l'accident, l'opinion générale penche pour le meurtre, motivé par les projets matrimoniaux de Dudley, qu'il soit ou non complice du crime. Les rumeurs à ce sujet, propagées et exagérées par ses ennemis à la Cour, servent surtout à le disqualifier en tant que potentiel prince-consort.

### Les suspects dans le cas d'un assassinat

#### Robert Dudley et ÉlisabethIre
L'historien Christopher Skidmore fait part dans son ouvrage Death and the Virgin ses soupçons quant à la thèse de l'accident, s'appuyant sur le rapport redécouvert du médecin légiste. L'intégrité des jurés lui semble sujette à caution : deux d'entre eux, dont le président du jury, semblent liés à Robert Dudley. Celui-ci aurait également versé une très forte somme (310 livres, l'équivalent de 65 000 livres de 2010) à Anthony Forster, cinq semaines avant la mort de Robsart.
Paradoxalement, Robert Dudley semble avoir tout à perdre dans le meurtre de sa femme, et en premier lieu ses aspirations à un mariage royal. En décembre 1559, une rumeur diffusée notamment par l'ambassadeur d'Espagne Álvaro de la Quadra (en) l'accuse déjà de préparer l'empoisonnement de sa femme ; l'ambassadeur refait part à son souverain des soupçons à ce sujet le 11 septembre 1560. Élisabeth aurait donc pris le risque d'épouser une personne soupçonnée de meurtre, au risque de mettre en péril son trône, et de voir son crédit à la cour entaché par ce meurtre qui, pour le reste de la population (et surtout les catholiques, ennemis principaux de la souveraine), arrangeait aussi bien Dudley que la reine elle-même. Certains accusaient même directement la reine d'être complice du meurtre.
D'après Phillipa Jones, une historienne britannique autrice de nombreux ouvrages sur Élisabeth, Dudley, n'ayant pas d'enfant avec Robsart, n'aurait eu aucun mal à justifier un divorce. De plus, ils avaient si longtemps attendu, lui comme Élisabeth, de se marier l'un à l'autre, que la mort naturelle et prochaine d'Amy aurait permis à Robert de devenir roi sans ambiguïté. Il est donc impensable selon Jones de suspecter Dudley ou la reine, les risques étant bien au-delà des gains. Les lettres que Dudley écrivit après son décès laissent transparaître stupeur et consternation face à la mort de sa femme. Sans exprimer son chagrin, il est surtout préoccupé par sa réputation, et inquiet de ce que ses ennemis pourraient en tirer. Quant à la reine, l'ambassadeur d'Espagne estime qu'il ne peut être sûr qu'Élisabeth épouse Robert, ou même qu'elle se marie jamais avec quiconque.

#### William Cecil
Le Conseiller principal de la reine a un intérêt majeur à voir les prétentions de mariage de Dudley anéanties. Ses propositions de différents prétendants sont alors systématiquement rejetées par la reine. De plus, l'alliance avec Dudley, son rival au Conseil privé, aurait mis fin à sa carrière. Il a donc été cité comme l'un des suspects possibles. Lui-même écrit après l'événement que les rumeurs sur la mort d'Amy Robsart sont infondées.

#### Richard Verney et Anthony Forster
Le pamphlet Leicester's Commonwealth (en) identifie clairement comme assassin Sir Richard Verney, un des vassaux de Robsart, présent à la foire d'Abingdon ce jour-là ; Sir Antony Forster aurait été complice du meurtre. Selon cet ouvrage rédigé par les ennemis de Dudley et d'Élisabeth, Verney aurait tenté d'empoisonner Robsart, puis lui aurait brisé la nuque. Selon d'autres rumeurs qui se propagent dès la mort de Robsart, et remontent jusqu'au Conseil privé, Anthony Forster, sur ordre de Dudley, aurait jeté Robsart dans l'escalier.
Aucun historien ne semble s'intéresser à Verney, mais l'écrivain Walter Scott décrira, dans son roman Kenilworth, la mort d'Amy Robsart comme un assassinat commis par Verney ; dans ce roman, l'assassin, âme damnée de son maître Robert Dudley, tue Amy pour éviter qu'elle ne révèle ses turpitudes secrètes à Robert.

#### Philippe II d'Espagne
Philippe II souhaite s'allier avec l'Angleterre, puissance maritime, afin d'avoir l'assurance de commercer par les mers entre les différentes provinces de son empire sans ennemi autre que la France. Dudley, en empêchant toute alliance conjugale anglo-espagnole, a peut-être été visé par les représentants de ce pays à la cour d'Angleterre.

## Les conséquences de sa mort

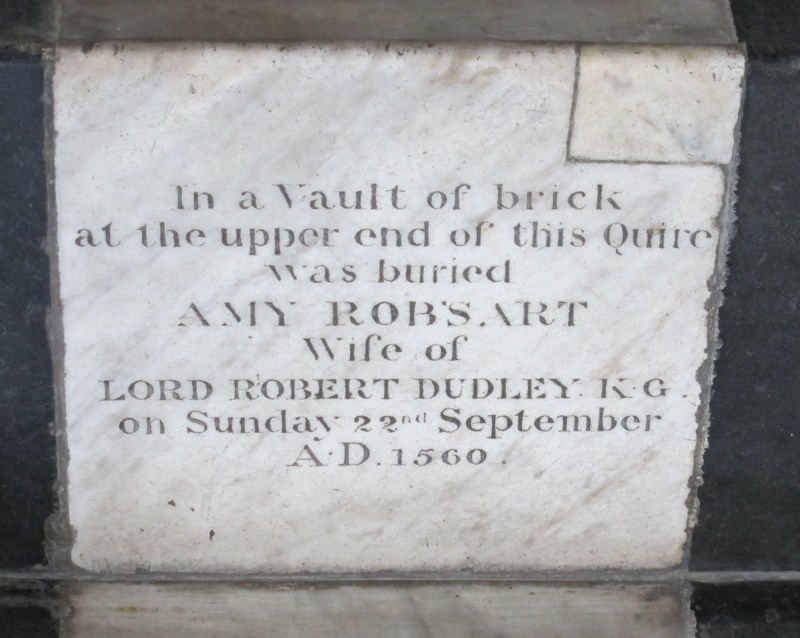
Pierre tombale d'Amy Robsart, Église universitaire Sainte-Marie-la-Vierge.

Dudley dépensa selon les sources entre 500 et 2000 livres pour les funérailles de sa femme, qui eurent lieu à l'église d'Oxford. Cela fut perçu par la foule comme l'expression d'un remords. L'aumônier ayant prêché à la cérémonie qualifie la défunte de « pitoyablement tuée ». Dudley n'est pas présent à l'inhumation ; retiré au Kew Palace, il y passa une période de deuil de 6 mois, durant laquelle il accueillit de nombreuses personnalités venues présenter leurs condoléances. Il ne cesse toutefois pas de courtiser la reine, lui offrant en 1575 à Kenilworth la plus grande fête de son règne, avec 300 couverts et feux d'artifice. Finissant par abandonner l'espoir de ceindre un jour la couronne, il se remarie en 1578 avec Lettice Knollys - une des cousines royales d'Elisabeth par sa mère - et ce sans le consentement de la reine, ce qui provoqua une vive colère de sa part, chassant Knollys de la cour.
De leur côté, les ennemis de Robert Dudley continuèrent à l'attaquer via le décès de Robsart. Le comte d'Arundel (en) demanda sitôt le dossier d'enquête clos qu'on lui en communique le contenu ; il ne trouva toutefois rien pour mettre en cause Dudley. En 1567, le demi-frère d'Amy Robsart, John Appleyard, accusa le duc de Norfolk et le comte de Sussex, entre autres, d'avoir suborné les témoins pour faire disparaître les preuves du meurtre. Il offrit même 1000 livres pour toute preuve contre Dudley. Emprisonné à la prison de la Fleet, il persista et fut autorisé par le Conseil privé à examiner le rapport d'enquête. Appleyard reconnut alors que Robsart avait bien péri par accident, avouant n'avoir voulu entacher la réputation de son beau-frère que parce qu'il était déçu de ne pas avoir reçu plus de présents de sa part. Les dossiers du Conseil privé furent détruits ultérieurement par un incendie. Après avoir dirigé une révolte dans le Norfolk, Appleyard fut emprisonné à vie — mais non exécuté —, son beau-frère gardant un œil bienveillant sur lui. Enfin, en 1587, un dénommé Arthur Dudley se présenta à la Cour d'Espagne à Madrid, prétendant être le fils illégitime de Robert Dudley et de la reine d'Angleterre. Il serait né en 1561, à une période où la reine aurait été touchée par une maladie lui faisant enfler le corps.
Sans jamais rejeter son favori, Élisabeth, qui avait surement l'intention de l'épouser compte tenu de leur évidente complicité, préféra ne pas se marier avec lui, de peur que cela n'entache sa réputation et provoque une guerre civile, fomentée par les nombreux ennemis de Robert et ses propres ennemis. Elle resta célibataire jusqu'à la fin de sa vie. N'ayant eu aucune descendance, la dynastie des Tudor s'éteignit à la mort d’Élisabeth Ire, et la couronne passa à la maison Stuart.
Selon Alfred Durling Bartlett, qui a consacré à Cumnor Place un ouvrage historique complet en 1850, le fantôme d'Amy Robsart hanta le village jusqu'à ce que neuf clercs d'Oxford ne vinssent l'exorciser. Mais au XIXe siècle, avant la rédaction de Kenilworth, le drame ne faisait plus partie de la mémoire collective des habitants, ce qui changea après la parution du roman de Scott.

## Œuvres inspirées par Amy Robsart
De nombreuses œuvres lui ont été consacrées, dont un roman de Walter Scott et un drame de Victor Hugo.

### Peintures

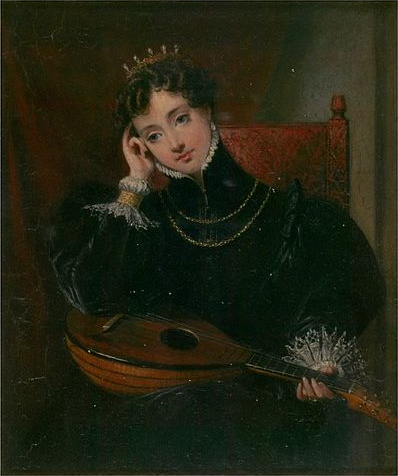
Amy Robsart, par Charles Robert Leslie (1833).

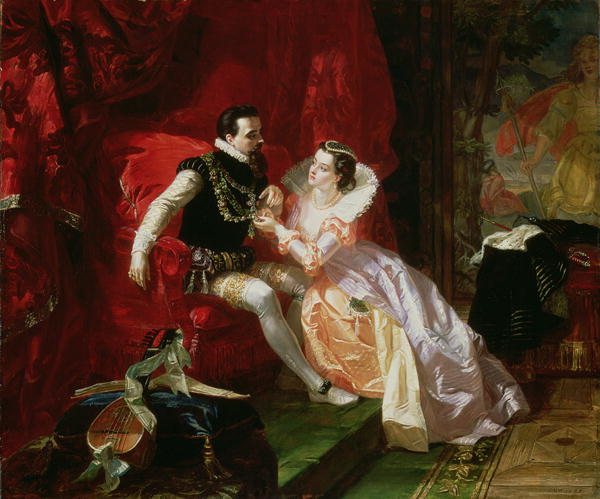
Amy Robsart et Robert Dudley par Edward Matthew Ward (1866).

De nombreux artistes se sont intéressés à cette personnalité. Charles Robert Leslie fait vers 1833 une huile sur bois, représentant Amy assise, tenant une mandoline (Victoria and Albert Museum), tandis que Edward Matthew Ward représente le couple Dudley sur une toile de 1866.
William Frederick Yeames lui a consacré trois peintures :
- Une scène du couple Dudley (Southampton City Art Gallery) ;
- Un buste avec fleur rouge et plume blanche (Wolverhampton Art Gallery) ;
- La scène de sa mort, couchée au pied de l'escalier (Nottingham City Museums and Galleries).

### Biographies
- (en) Josiah Marples, Amy Robsart : The Story of Her Married Life and Her Death, 1878, 28 p.
- (en) Philip Sidney, Who Killed Amy Robsart? : Being Some Account of Her Life and Death, with Remarks on Sir Walter Scott's "Kenilworth", E. Stock, 1901, 59 p.
- (en) Bartle Henry Temple Frere, Amy Robsart of Wymondham : The Story of Her Life and the Mystery of Her Death, Jarrold and sons, 1937
- (en) Jeanette Dowling Letton, The Robsart Affair, Queens House, 1er août 1981, 268 p. (ISBN 978-0-89244-015-3)
- (en) Susan Yaxley, Amy Robsart : Courtier's Wife, The Larks Press, 1996, 14 p. (ISBN 978-0-948400-51-3)
- (en) Christine Hartweg, Amy Robsart : A Life and Its End, 4 septembre 2017, 250 p. (ISBN 978-1-5487-8360-0, lire en ligne)

### Romans
- Kenilworth, par Sir Walter Scott  (ISBN 0-14-043654-5), l'un des « Waverley Novels (en) » de Scott (1821)
- The Virgin's Lover, par Philippa Gregory (2005)
- The Bright Day is Done: The Story of Amy Robsart, par Judith Saxton (en)
- To shield the Queen, par Fiona Buckley (1997)

### Théâtre
- Amy Robsart : drame en 5 actes, par Victor Hugo, rééd. Amsterdam, Fredonia Books, 2001  (ISBN 9781589634749)